# Чемпіонат України з футболу 2005—2006: турнір дублерів
2-й чемпіонат України з футболу серед дублерів проходив з липня 2005 року по травень 2006 року. Чемпіоном вдруге поспіль стала команда дублерів київського «Динамо», вилетіли з турніру «Закарпаття» (Ужгород) та «Волинь» (Луцьк).

## Учасники
У турнірі взяли участь 16 команд-дублів:
| - «Арсенал» (Київ) - «Волинь» (Луцьк) - «Ворскла» (Полтава) - «Динамо» (Київ) - «Дніпро» (Дніпропетровськ) - «Закарпаття» (Ужгород) - «Іллічівець» Маріуполь - «Кривбас» (Кривий Ріг) | - «Металіст» (Харків) - «Металург» Донецьк - «Металург» (Запоріжжя) - «Сталь» (Алчевськ) - «Таврія» (Сімферополь) - ФК «Харків» (Харків) - «Чорноморець» (Одеса) - «Шахтар» (Донецьк) |

 — нові команди.

## Підсумкова таблиця
|    | Команда                    | І  | В  | Н | П  | МЗ | МП | О  |
| -- | -------------------------- | -- | -- | - | -- | -- | -- | -- |
| 1  | «Динамо» (Київ)            | 30 | 24 | 3 | 3  | 83 | 31 | 75 |
| 2  | «Металіст» (Харків)        | 30 | 18 | 5 | 7  | 58 | 29 | 59 |
| 3  | «Іллічівець» (Маріуполь)   | 30 | 17 | 8 | 5  | 59 | 39 | 59 |
| 4  | «Дніпро» (Дніпропетровськ) | 30 | 15 | 6 | 9  | 54 | 38 | 51 |
| 5. | «Металург» (Запоріжжя)     | 30 | 15 | 6 | 9  | 56 | 43 | 51 |
| 6  | «Ворскла» (Полтава)        | 30 | 15 | 4 | 11 | 43 | 39 | 49 |
| 7  | ФК «Харків» (Харків)       | 30 | 14 | 3 | 13 | 49 | 45 | 45 |
| 8  | «Чорноморець» Одеса        | 30 | 14 | 3 | 13 | 51 | 49 | 45 |
| 9  | «Арсенал» (Київ)           | 30 | 12 | 8 | 10 | 41 | 35 | 44 |
| 10 | «Таврія» (Сімферополь)     | 30 | 10 | 6 | 14 | 60 | 59 | 36 |
| 11 | «Кривбас» (Кривий Ріг)     | 30 | 10 | 5 | 15 | 39 | 51 | 35 |
| 12 | «Металург» (Донецьк)       | 30 | 9  | 5 | 16 | 39 | 56 | 32 |
| 13 | «Волинь» (Луцьк)           | 30 | 9  | 3 | 18 | 48 | 79 | 30 |
| 14 | «Сталь» (Алчевськ)         | 30 | 8  | 3 | 19 | 39 | 56 | 27 |
| 15 | «Закарпаття» (Ужгород)     | 30 | 7  | 4 | 19 | 26 | 60 | 25 |
| 16 | «Шахтар» (Донецьк)         | 30 | 5  | 4 | 21 | 42 | 78 | 19 |

## Найкращі бомбардири

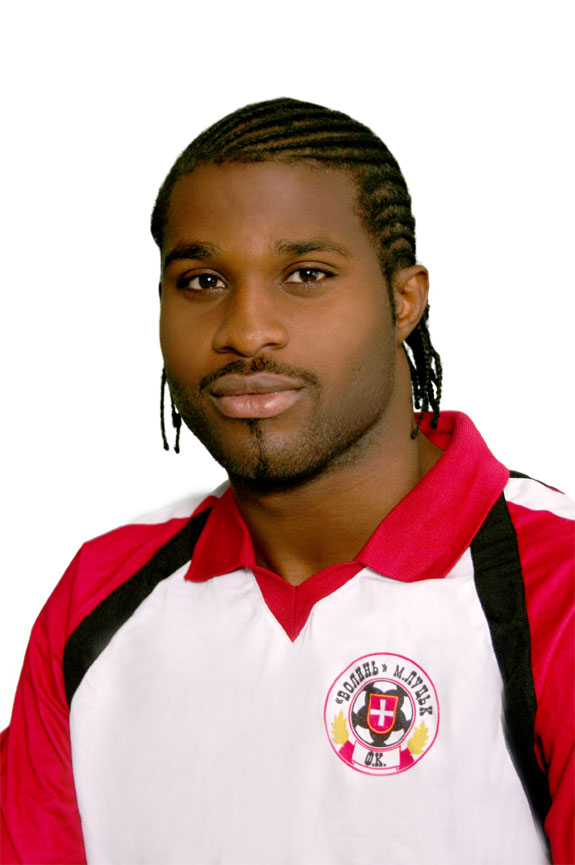
Майкл Чіді Алозіє

| М | Гравець               | Клуб                     | Ігри | Голи (пен.) |
| - | --------------------- | ------------------------ | ---- | ----------- |
| 1 | Сергій Давидов        | «Металіст» (Харків)      | 28   | 21 (6)      |
| 2 | Олександр Антоненко   | «Іллічівець» (Маріуполь) | 25   | 20 (7)      |
| 3 | Майкл Чіді Алозіє     | «Волинь» (Луцьк)         | 23   | 16 (3)      |
| 4 | Олександр Алієв       | «Динамо» (Київ)          | 15   | 14 (1)      |
| 5 | Олександр Акименко    | «Сталь» (Алчевськ)       | 27   | 12          |
| 6 | Олександр Батальський | «Арсенал» (Київ)         | 15   | 11          |
| 7 | Андрій Кругляк        | «Металург» (Запоріжжя)   | 20   | 11 (1)      |
| 8 | Олександр Згура       | «Чорноморець»            | 18   | 10 (3)      |
| 9 | Руслан Івашко         | «Таврія» (Сімферополь)   | 28   | 10          |